# Roseto Capo Spulico
Roseto Capo Spulico  è un comune italiano di 1 871 abitanti della provincia di Cosenza situato nell'Alto Ionio Cosentino. Il centro storico è posto a 217 metri di altitudine e consente un'ampia vista sulla sottostante marina, con castello a picco sul mare. A sud di Marina di Roseto Capo Spulico, vi è la foce del torrente Ferro, che la divide da Amendolara.

## Origini del nome
Il nome Roseto deriva dal latino rosetum  vista la diffusione della coltura delle rose in epoca greco-romana, che venivano utilizzate per riempire i guanciali delle principesse sibarite. La specifica "Capo Spulico" fu assunta nel 1970 in riferimento alla vicinanza del paese al Capo Spulico (Akron Spylikòn, Άκρον Σπυλικόν in greco antico).

## Storia
Fondata attorno al VII secolo a.C., ai tempi della Magna Grecia Roseto era una delle città satellite di Sibari. La Roseto odierna nacque nel X secolo d.C. , il principe Roberto il Guiscardo vi costruì tra il 1058 e il 1085 il Castrum Roseti, mentre raggiunse il suo massimo splendore nel 1260 quando fu costruito il Castrum Petrae Roseti (castello di Roseto) dato in feudo ai baroni della Marra.  Fu centro di forte presenza albanese già dai primi del Cinquecento. Dal 1623 al 1671 fu feudo della famiglia Rende di Bisignano, in persona dei baroni Lucantonio e Carlo.
Dopo un periodo di declino e di sottomissione al potere baronale, aggravato dall'Unità d'Italia e dall'emigrazione che ha segnato questa terra nella prima metà del Novecento, nei primi anni 70 vennero costruiti i primi "residence", che aprirono le porte al turismo nello Jonio Calabrese e a Roseto Capo Spulico, che è andata nel tempo sviluppandosi specie nel settore del turismo balneare.
Da ricordare che vi è stato per tutti gli anni ottanta e buona parte degli anni novanta del novecento un forte sviluppo edilizio alla Marina per la costruzione di condomini che ospitano le "seconde case" di molti villeggianti. Negli ultimi anni invece si è progressivamente passati alla costruzione di strutture turistiche recettive.

### Simboli
Lo stemma e il gonfalone del comune di Roseto Capo Spulico sono stati concessi con decreto del presidente della Repubblica dell'11 maggio 1963.
Il gonfalone è un drappo partito di bianco e di azzurro.

## Monumenti e luoghi d'interesse

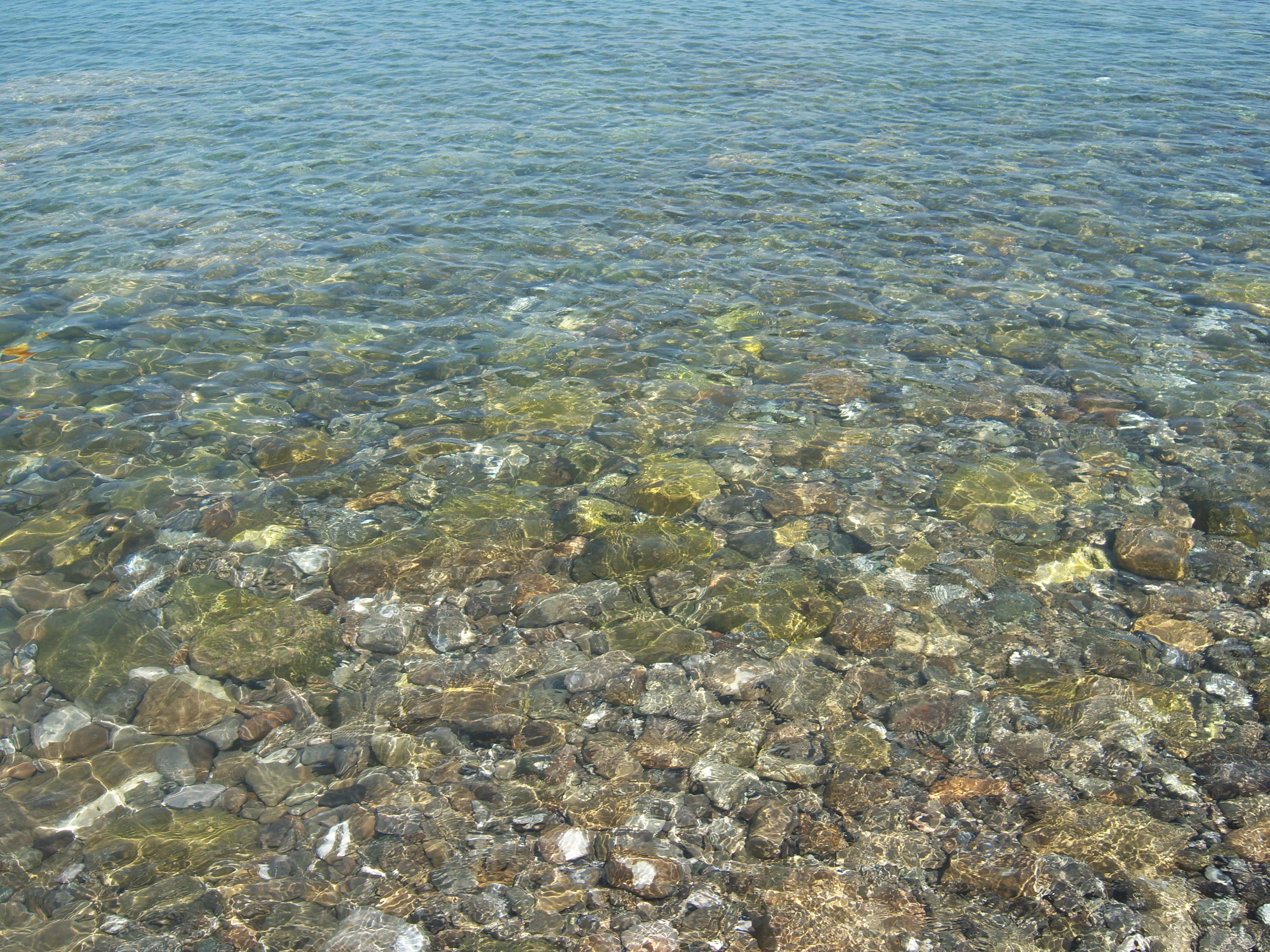
Veduta del mare Jonio nei pressi del Capo Spulico

- Il Castrum Petrae Roseti, il castello medievale di Federico II di Svevia a picco sul mare (sec. XIII). Luogo di interesse culturale a livello nazionale presente già nelle antiche mappe nautiche una tra queste è quella dell'Italia affrescata nella Sala delle mappe presso i Musei Vaticani
- Il Castrum Roseti, piccolo castello nel centro storico
- Il museo etnografico (già museo della civiltà contadina), con oltre duemila oggetti conservati
- Il centro storico (sec. XIII)
- La chiesa di Santa Maria della Consolazione (sec. XIV)
- Le spiagge del litorale
- Il lungomare degli achei
- Lo scoglio incudine
- Il ghiaieto e la foce del Torrente Ferro (luogo di interesse naturalistico)
- L'entroterra rosetano (luogo di interesse naturalistico)
- La chiesa madre di San Nicola Di Mira, sita nel centro storico
- Il museo delle conchiglie fondato dai poeti Luciano Luisi e Dante Maffia situato presso la marina di Roseto
- La biblioteca Roberto Farina situata presso la marina di Roseto
- La casa di origine dello scrittore Dante Maffia
- Dimora Sollazzo

### Il centro storico
Di notevole interesse è il centro storico, posto su di un'altura digradante verso il mare. Risalente al Medioevo, possiede stradine e vicoletti che spesso offrono scorci panoramici sul mare. Il centro storico è raggiungibile da una strada provinciale panoramica, lunga 3 km e in salita che si stacca dalla Strada Statale 106 Jonica. Prima di giungere a Roseto centro si attraversa la piccola frazione Civita. Nel centro storico si trovano gran parte dei monumenti storici del paese.

### Il lungomare degli achei
Il lungomare degli achei si trova nella frazione Marina di Roseto Capo Spulico ed è lungo 1.5 chilometri. Vi è lungo il percorso un ampio marciapiede panoramico. Lungo questa strada si trova la Piazza azzurra. Subito dopo il Castrum Petrae Roseti si congiunge con la statale 106 Jonica, che nel tratto rosetano si presenta molto stretta e tortuosa e a picco sulla spiaggia circondata dalla macchia mediterranea. Dal settembre del 2010 Roseto ha ottenuto un riconoscimento onorario da parte dell'organizzazione comunale italiana e del ministero del turismo.
Nel giugno 2014 sono terminati i lavori di riqualificazione del lungomare e della vicinissima via Olimpia.

### Lo scoglio incudine e il promontorio del castello

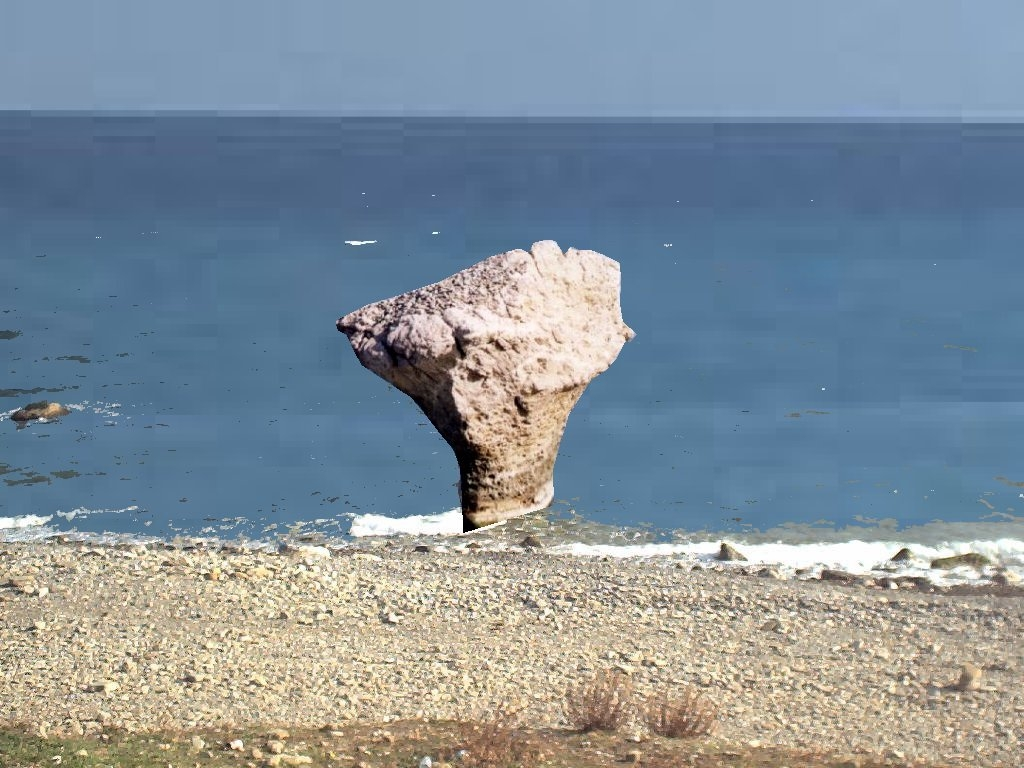
Il caratteristico scoglio ad incudine sotto al castello

Lo scoglio incudine si trova lungo la spiaggia sottostante al Castello e al Granaio, a loro volta arroccati sul piccolo Promontorio di Cardone (o del Castello) al termine del lungomare degli achei. Viene popolarmente chiamato Il fungo del Castello (vi si può notare che ha la forma di un fungo) ed è il simbolo oleografico di Roseto e dell'alto Ionio Cosentino in quanto è presente in molte stampe d'epoca e cartoline.

## Società

### Evoluzione demografica
Abitanti censiti

Nel 2001 gli abitanti erano 1759, così distribuiti:
- Roseto Capo Spulico (Capoluogo Comunale): abitanti 747
- Borgata Marina: abitanti 815
- Villaggio Baiabella: abitanti 0
- Villaggio Il Castello: abitanti 10
- Villaggio Baia del Castello: abitanti 5
- Villaggio Borgo Roseto: abitanti 3
- Case Sparse: abitanti 177
- Villaggio Santa Maria: abitanti 2
- Campagna: abitanti 1

## Cultura

### Cucina
Tra i piatti tipici più diffusi a Roseto vi sono la licurda e la minestra verde, benché la cucina tipica sia a base di pesce locale. Tra i dolci si annoverano i cannaricùli.
Tra i prodotti dell'agricoltura il più conosciuto è il peperoncino rosetano "piccantissimo" e le ciliegie (denominazione comunale).

### Eventi
- Nel 2006 ha ospitato la finale Sud Italia per il noto concorso "Miss Mondo".
- Roseto è stata una delle tre locazioni prescelte per lo spot promozionale del 2009 della regione Calabria "Noi ci Mettiamo il Cuore", avente come testimonial Gennaro Gattuso.
- Nel 2009 dentro e fuori dal Castrum Petrae sono state girate alcune scene della miniserie TV su San Francesco di Paola.

## Economia

### Settore primario
Fino a poco più di un ventennio fa le attività principali di Roseto erano l'agricoltura e l'allevamento. Il suolo è abbastanza fertile e vi si praticano le colture di alcuni alberi da frutta (fichi, peri, limoni). Altri prodotti sono le fave e i piselli, oltre alle olive.
L'allevamento è principalmente ovino, praticato allo stato brado, talvolta in modo transumante. Tali attività caratteristiche della zona costituiscono una buona parte dell'occupazione locale anche se hanno gradualmente lasciato posto al turismo.

### Turismo

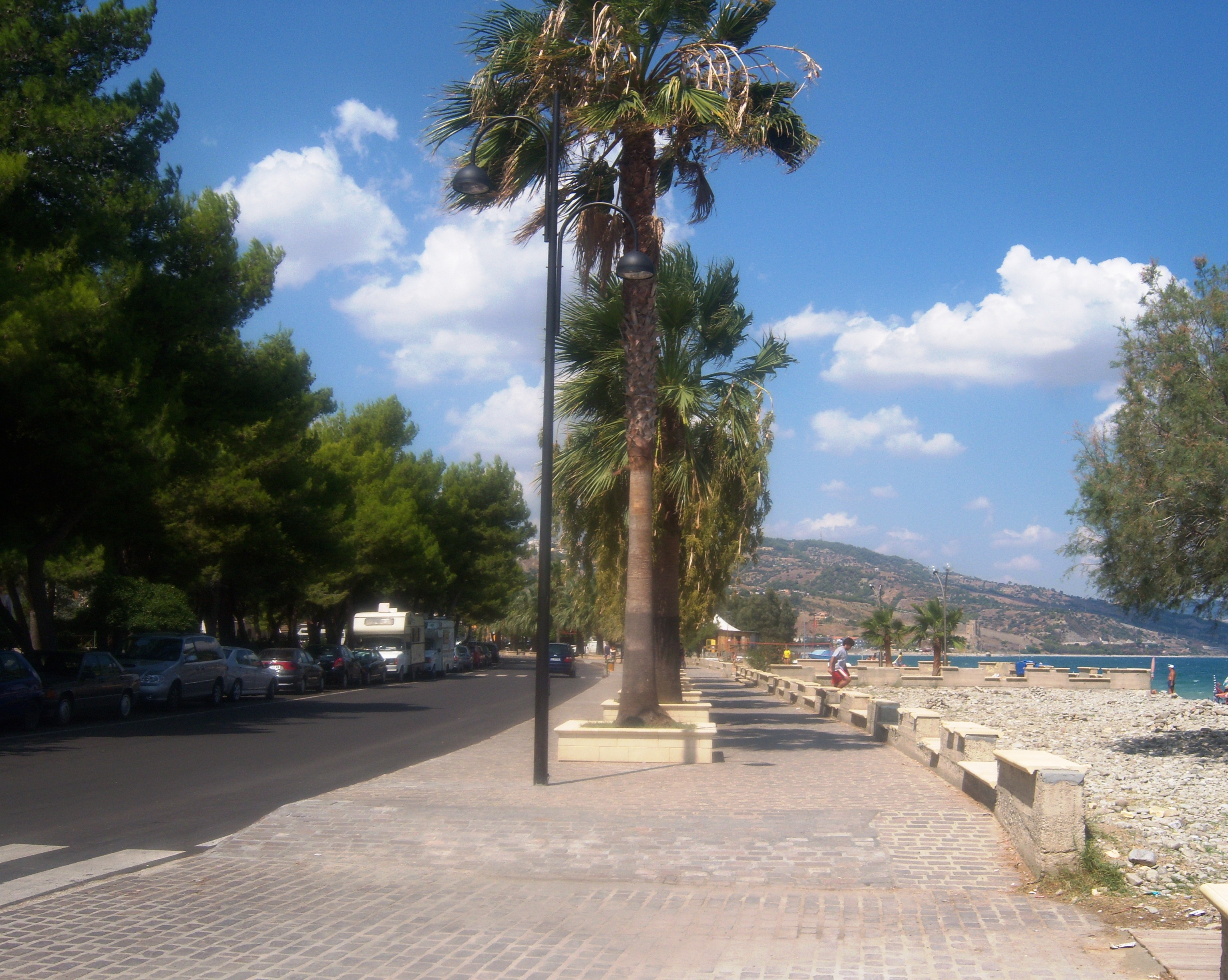
Il lungomare Sud di Roseto Capo Spulico

Roseto negli anni ottanta ha subito una radicale trasformazione da paese agricolo a località turistica con una discreta affluenza. Attualmente è il principale centro turistico balneare dello Jonio Cosentino. Le presenze sono maggiori nei mesi di luglio ed agosto (oltre 20.000). Le principali strutture ricettive sono i residence e i condomini turistici che ospitano le "seconde case". Nell'ultimo decennio è aumentata l'offerta ricettiva di tipo alberghiero, con numerosi B&B ed affittacamere e due alberghi.
La spiaggia è prevalentemente libera, di tipo ciottoloso-ghiaioso, recentemente ampliata ed attrezzata con docce fredde, passerelle e cestini per la raccolta dei rifiuti. Vi sono anche stabilimenti balneari attrezzati. 
Roseto è sulla Guida Blu 2009 con due vele per l'offerta turistica e tre stelle su cinque per la tutela ambientale e lo stato di conservazione del paesaggio.
Anche nel 2010 Roseto è segnalata con due vele dalla Guida Blu.
Dal 2020 è stata insignita della Bandiera blu  dalla FEE (Fondazione per l’educazione ambientale), che premia le località balneari che si sono distinte per un rigoroso rispetto dei criteri relativi alla gestione sostenibile del territorio e concrete politiche di sostenibilità ambientale.

#### Ricettività turistica
- Posti letto in albergo: 900
- Posti letto extra-albergo: (residence, case vacanza): 30.000

## Amministrazione

### Sindaci
| Periodo | Periodo   | Primo cittadino          | Partito                              | Carica  | Note |
| ------- | --------- | ------------------------ | ------------------------------------ | ------- | ---- |
| 1995    | 1999      | Francesco Durso          | lista civica                         | Sindaco |      |
| 1999    | 2004      | Nicola Bernardino Franco | lista civica                         | Sindaco |      |
| 2004    | 2014      | Francesco Durso          | lista civica                         | Sindaco |      |
| 2014    | 2019      | Rosanna Mazzia           | lista civica "Insieme per il Futuro" | Sindaco |      |
| 2019    | in carica | Rosanna Mazzia           | lista civica "Roseto Futura"         | Sindaco |      |

## Infrastrutture e trasporti
Il territorio di Roseto Capo Spulico è attraversato dalla strada statale 106 Jonica ed è servito dalla linea Jonica Taranto-Reggio Calabria grazie alla stazione di Roseto Capo Spulico, sita alla Marina, a 3 km dal centro.
I trasporti ferroviari regionali sono integrati da servizi autobus che garantiscono collegamenti con le stazioni di Metaponto, Sibari e Trebisacce.

### Sport
La squadra di calcio locale, la A.S.D. Juvenilia Roseto C.S., milita nel Campionato di Promozione Calabrese, girone A.